# Nie żałuję (singel Natalii Zastępy)
Nie żałuję – singiel Natalii Zastępy, wydany 25 czerwca 2019 nakładem wytwórni Universal Music Polska. Piosenkę skomponowali Juliusz Kamil i Michał Pietrzak, słowa do niej napisał Juliusz Kamil.
Do piosenki nakręcono teledysk, który opublikowano 25 czerwca 2019 na kanale w serwisie YouTube. Za jego reżyserię odpowiadała Pascal Pawliszewski.
Jest to drugi singiel finalistki dziewiątej edycji The Voice of Poland.

## Lista utworów
Singel w dystrybucji cyfrowej
1. „Nie żałuję” – 3:43

## Notowania na listach przebojów
| Kraj   | Lista (2019)      | Najwyższa pozycja |
| ------ | ----------------- | ----------------- |
| Polska | AirPlay – Top     | 10                |
| Polska | AirPlay – Nowości | 1                 |
| Polska | RMF               | 1                 |
| Polska | SLiP              | 17                |
| Polska | Zet               | 2                 |